# Dream Team (баскетбол)
„Dream Team“ (в превод „Отбора мечта“) е името, под което остава в историята олимпийският баскетболен отбор на САЩ, който участва и печели златните медали на Летни олимпийски игри 1992 в Барселона. Този отбор е смятан за мнозина най-силния тим в историята на отборните спортове. Именно Отбора мечта и суперзвездите на НБА Меджик Джонсън, Лари Бърд и Майкъл Джордан, които за първи път играят заедно в един отбор, повишават много популярността на баскетбола по целия свят и го издигат до ниво, на което може да си съперничи с футбола.

## Формиране на отбора
На Летни олимпийски игри 1988 в Сеул американците за първи път в историята на игрите не достигат до финала в баскетбола при мъжете (преди това САЩ са спечелили всички финали с изключение на драматична загуба от СССР с 1 точка на финала на олимпиадата в Мюнхен през 1972 г.), като независимо от спечелването на бронзовите медали, представянето на отбора се приема за катастрофално. През април 1989 г. обаче ФИБА, с цел да популяризира баскетбола по света, дава право на професионалисти да участват на олимпийски игри, което прави възможно участието на звездите от НБА.
Американската баскетболна федерация назначава за треньор Чък Дейли, който по това време води Детройт Пистънс – шампион на НБА през 1989 и 1990 г. Първите трима баскетболисти, които получават покана за участие са трите най-големи звезди на баскетбола през 80-те години – Меджик Джонсън (независимо, че Меджик по това време вече е обявил оттеглянето си поради това, че е носител на вируса на СПИН), Лари Бърд (който е в края на кариерата си и играе с големи болки в гърба) и Майкъл Джордан (най-добрият баскетболист на планетата по това време). Любопитен е фактът, че следващите двама баскетболисти, които Дейли иска да бъдат привлечени в отбора са Скоти Пипън (съотборник на Джордан в Чикаго Булс, който все още не е придобил статуса на звезда, но успява да опази Меджик по време на финалите за титлата в НБА през 1991 г.) и Крис Мълин (по това време баскетболист на Голдън Стейт Уориърс, който ще остане в историята на играта като може би най-елегантният и смъртоносен стрелец с лява ръка).
Останалите баскетболисти, които са включени в Отбора мечта са Дейвид Робинсън, Патрик Юинг, Карл Малоун, Джон Стоктън, Чарлз Баркли, Клайд Дрекслър и колежанина Крисчън Лейтнър.

### Големите отсъстващи
Сформирането на Отбора мечта не се разминава и с няколко грандиозни скандала. На първо място извън състава остава лидерът на двукратните шампиони от Детройт Айзея Томас. Последният е известен със сприхавия си нрав и личната си вражда с Джордан. През 1991 г. Чикаго помита с 4-0 във финала на Изток Детройт, като баскетболистите на отбора от града на колите, предвождани от Томас, напускат показно игрището преди края на последния мач без да поздравят съперниците си. Джордан категорично заявява, че няма да играе в един отбор с Томас и на негово място е взет Джон Стоктън. В първата среща между Томас и Стоктън в НБА след обявяването на Отбора мечта през есента на 1991 г. Томас надиграва безапелационно плеймейкъра на Юта Джаз, като отбелязва 44 точки преди да бъде нокаутиран от Карл Малоун, който не вижда друг начин как да спаси от резил съотборника си и добър приятел.
Първоначално идеята е в отбора да бъдат включени двама баскетболисти от университетското първенство, като второто място е за Шакил О'Нийл, който е избран за най-добър играч сред колежаните през 1991 г. Няколко месеца преди олимпиадата обаче е взето решение само един аматьор да участва и Шак е необяснимо пренебрегнат за сметка на Крисчън Лейтнър.

## Състав
| №/Име              | Ръст/Тегло | Отбор                   |
| ------------------ | ---------- | ----------------------- |
| 4/ Крисчън Лейтнър | 211/107    | Университет на Дюк      |
| 5/ Дейвид Робинсън | 216/107    | Сан Антонио Спърс       |
| 6/ Патрик Юинг     | 213/109    | Ню Йорк Никс            |
| 7/ Лари Бърд       | 206/100    | Бостън Селтикс          |
| 8/ Скоти Пипън     | 201/95     | Чикаго Булс             |
| 9/ Майкъл Джордан  | 198/91     | Чикаго Булс             |
| 10/ Клайд Дрекслър | 201/100    | Портланд Трейл Блейзърс |
| 11/ Карл Малоун    | 206/116    | Юта Джаз                |
| 12/ Джон Стоктън   | 185/79     | Юта Джаз                |
| 13/ Крис Мълин     | 201/98     | Голдън Стейт Уориърс    |
| 14/ Чарлз Баркли   | 198/113    | Филаделфия 76ърс        |
| 15/ Меджик Джонсън | 206/100    | Лос Анджелис Лейкърс    |